# SDSS J153350.90+272729.5
SDSS J153350.90+272729.5 est une radiogalaxie, découverte en 2012 par une équipe du NRAO à l'aide du VLA, située dans la constellation de la Couronne boréale. La galaxie se situe à ~147 ± 0,01 Mpc soit ~479 millions d'a.l. de la Terre. En 1986, FIRST J153350.8+272729 est détectée en son centre, une source radio très lumineuse qui est en 2022, interprétée comme un événement de rupture par effet de marée. Une étoile aurait été disloquée puis consumée en partie par un trou noir supermassif, puis les restes stellaires de l'étoile ont été expulsés à cause de la forte attraction gravitationnelle du trou noir. Il était avant considéré comme un événement radio transitoire, dont la luminosité maximale a été mesurée à 8 x 1039 erg/s, et en 2022, la luminosité de la source radio se voit 400 plus faible qu'en 1986.

## Galaxie
SDSS J153350.90+272729.5 est une radiogalaxie spirale. Elle est de type morphologique, sa taille angulaire corrélée avec sa distance montre qu'elle mesure ~22,36 Kpc soit ~72 920 a.l. de diamètre, et elle est donc 0,72 fois plus petite que la Voie lactée. Sa masse stellaire est estimée entre 1010.45 et 1010.49 masses solaires, son taux de formation d'étoiles a une création de 0,6 M☉ en moins d'un an.

## Événement de rupture par effet de marée
L'événement de rupture par effet de marée s'est produit lorsqu'une étoile a dépassé la limite de Roche d'un trou noir supermassif, elle s'est donc fait disloquer et la moitié de sa masse a été absorbée par le trou noir tandis que l'autre partie a été éjectée après une forte interaction gravitationnelle avec le trou noir. L'étoile disloquée était probablement similaire à une naine jaune de faible masse, située autour de 0,3 masse solaire, et une petite partie de sa masse a fini dans le disque d'accrétion du trou noir. Le trou noir en question a une masse estimée à ~40 millions de M☉, restant en accord avec la limite de Hills (en). 

## Possibilité
Il est très probable (90%) que FIRST J153350.8+27272 soit un événement de rupture par effet de marée mais il pourrait être : 
- Le vestige ou un après sursaut radio d'un sursaut gamma long.
- Une variabilité du cœur actif de sa galaxie hôte.
- Une supernova très lumineuse en onde radio[3].